# Werdermannia macrostachya
Werdermannia macrostachya är en korsblommig växtart som först beskrevs av Rodolfo Amando Philippi, och fick sitt nu gällande namn av Otto Eugen Schulz. Werdermannia macrostachya ingår i släktet Werdermannia och familjen korsblommiga växter. Inga underarter finns listade i Catalogue of Life.